# Joseph-Germain Strock
Joseph-Germain Strock, né le 20 novembre 1865 à Beaufort et mort le 31 décembre 1923 à Luxembourg, est un peintre et professeur d'art luxembourgeois.
Son travail comprend des dessins d'uniformes militaires historiques, des portraits et des paysages.

## Biographie
Joseph-Germain Strock étudie au State College puis se rend à Anvers à l'Académie royale des beaux-arts et à l'Académie Julian à Paris.
Il termine sa maîtrise de dessin en 1903 et est Chargé de cours au Lycée de garçons de Luxembourg jusqu'à ce qu'il y soit nommé professeur de dessin en 1905.
Joseph-Germain Strock fut secrétaire du Cercle artistique de 1910 à 1916.
De 1912 à 1917, il fut Chargé de cours du lycée Robert Schuman.

## Tableaux

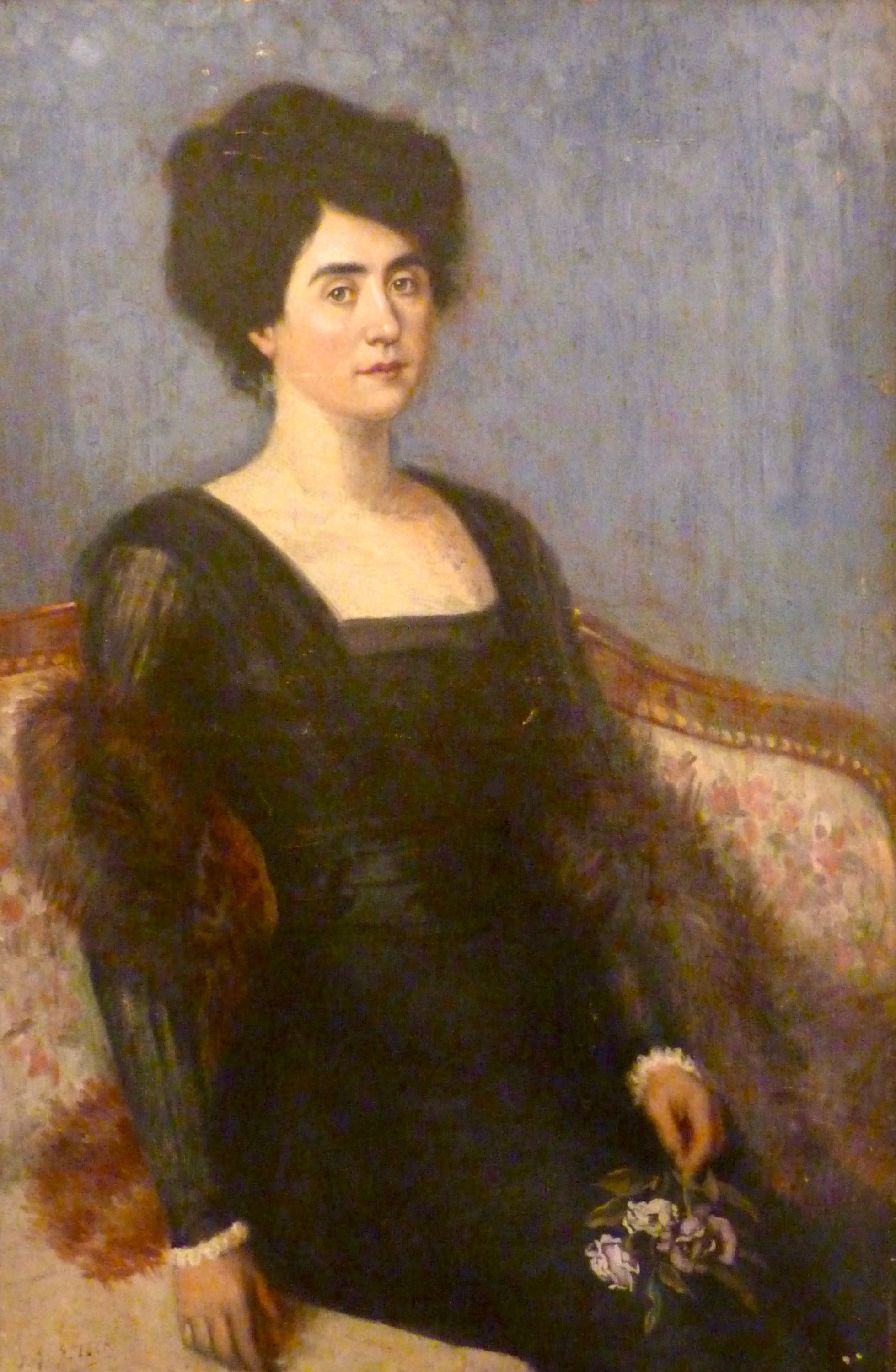
Portrait de Françoise Doliwa
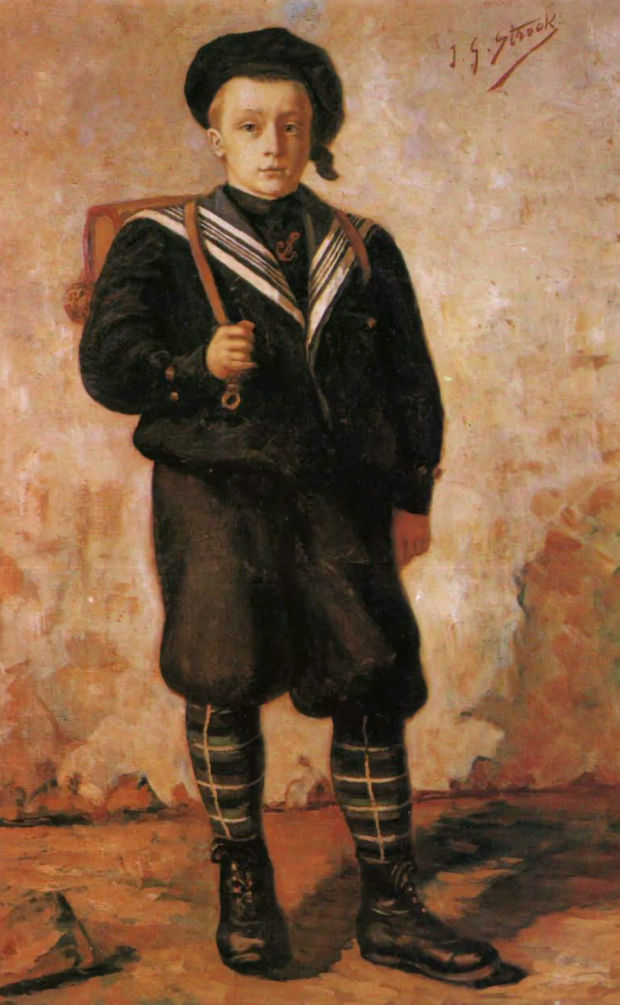
Portrait de Remy Van Dyck
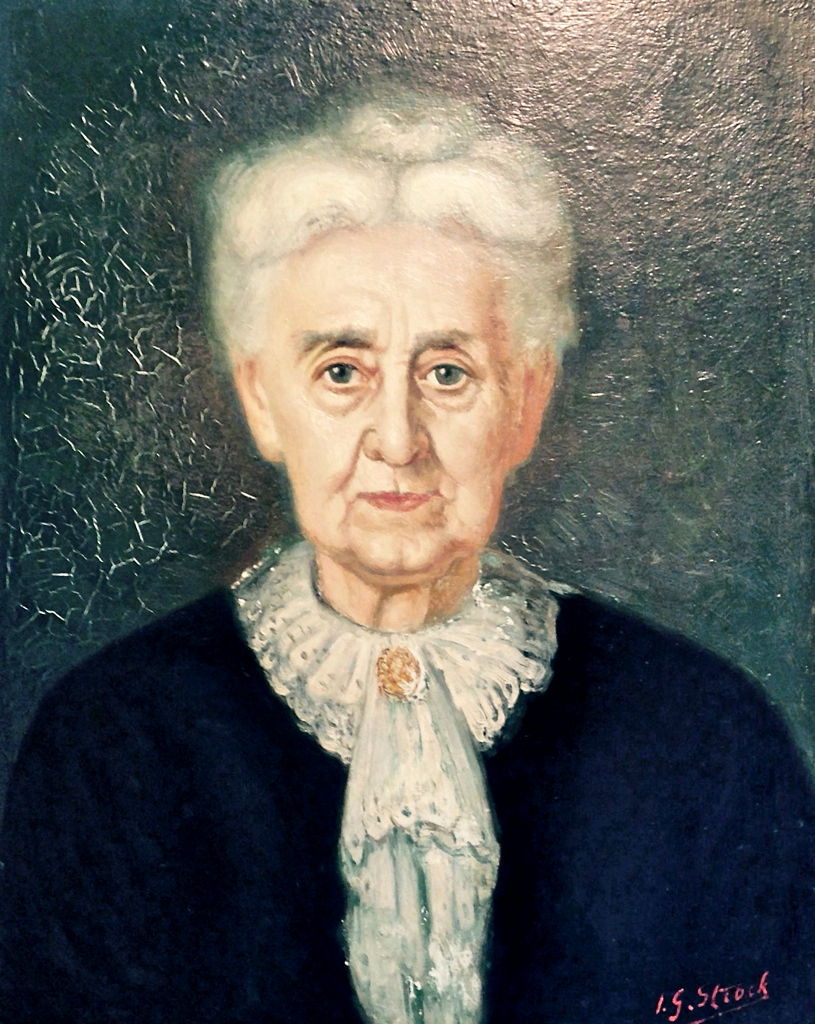
Portrait femme âgée
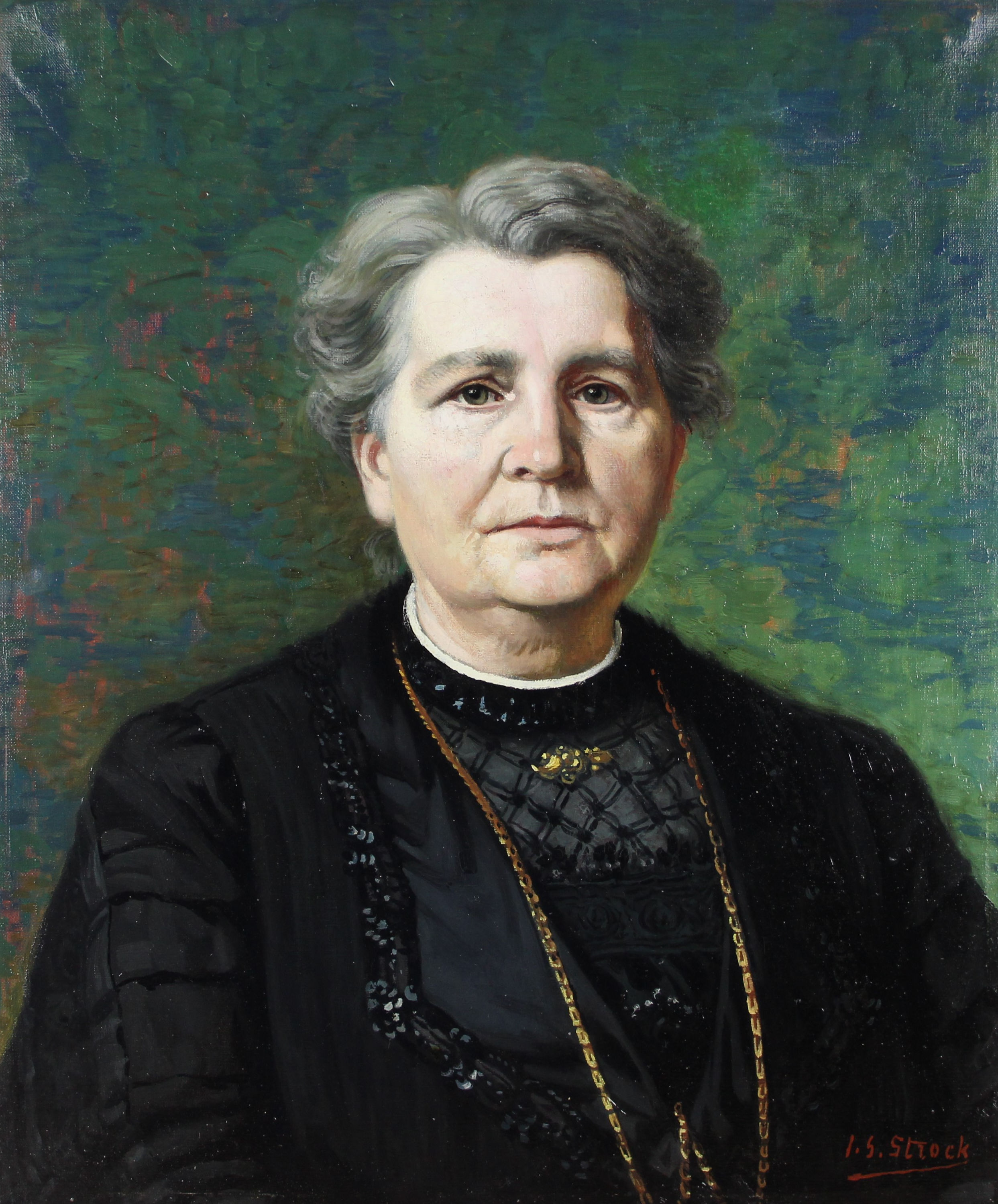
Portrait de Chaterine Donven
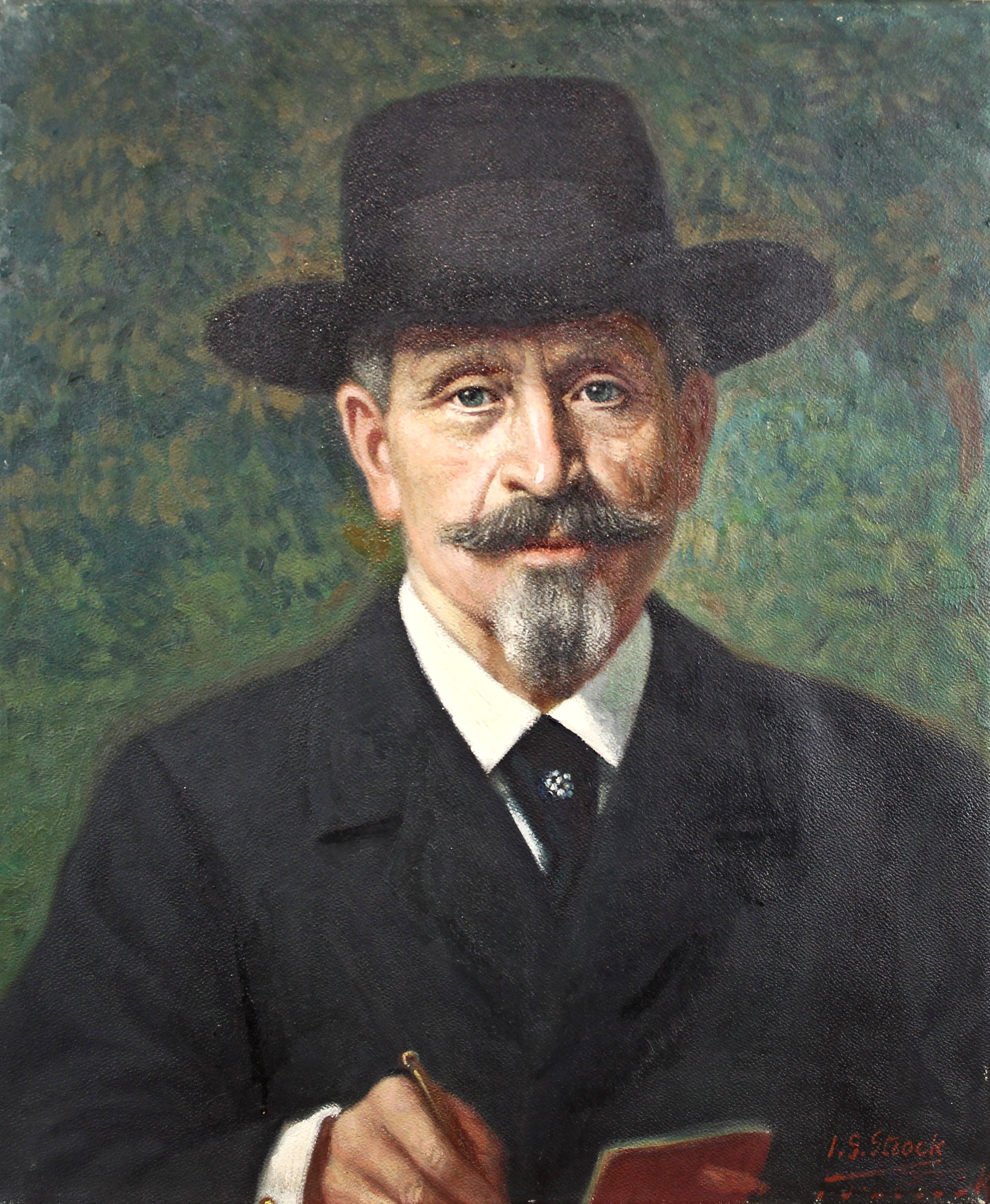
Portrait de Joseph Knaff
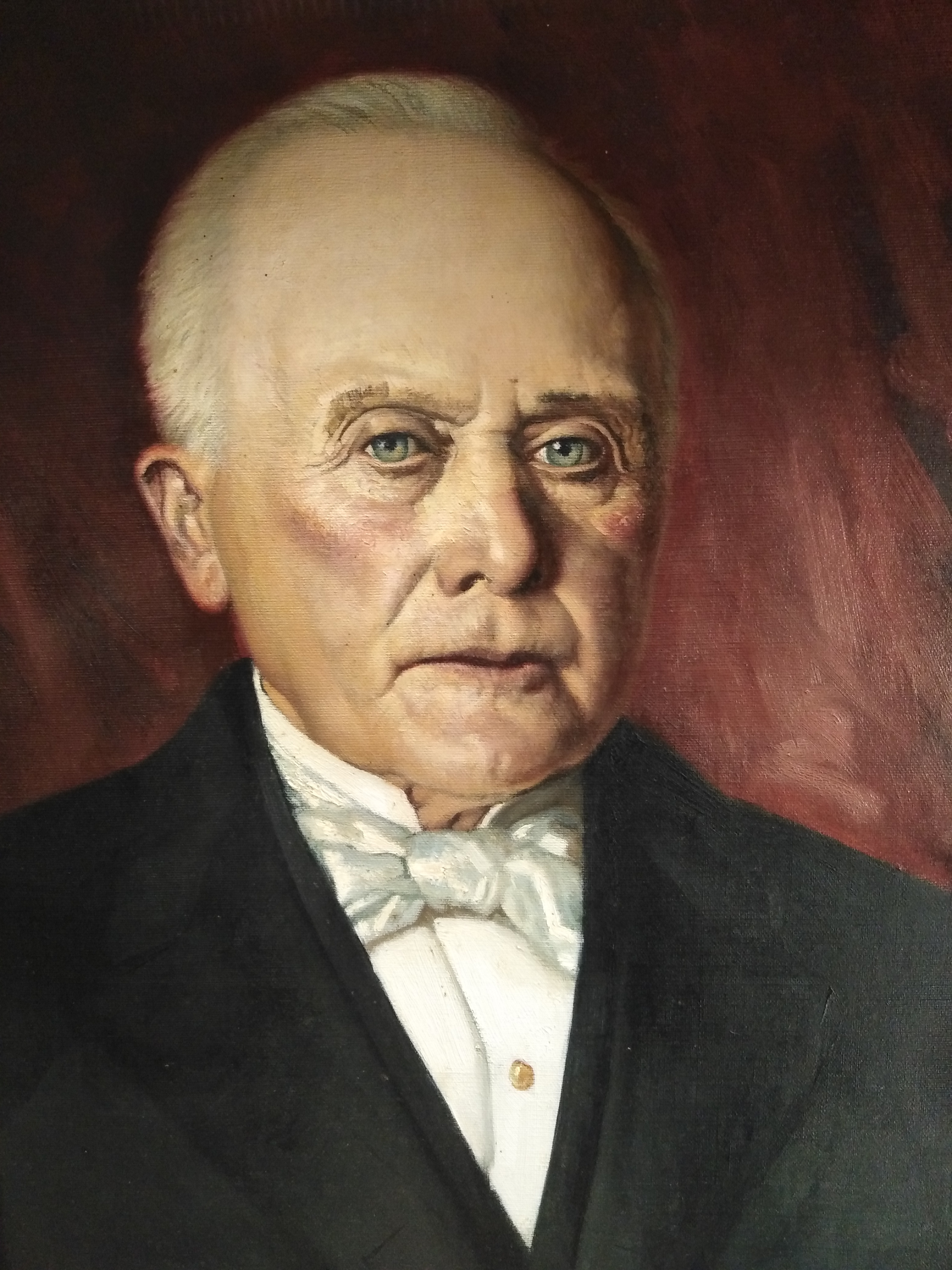
Portrait de Nicolas Gonner

## Littérature
- Regard sur deux siècles de création et d'éducation artistiques au Luxembourg, réalisé par l'Association des professeurs d'éducation artistique de l'enseignement secondaire et supérieur, p. 96, Imprimerie Saint-Paul, 1987,  (ISBN 2-87963-000 - 2)

## Prix
- Prix Grand-Duc Adolphe (1908)
- Chevalier de l'Ordre de la Couronne de Chêne[1]